# Странджа (природен парк)
Вижте пояснителната страница за други значения на Странджа.
„Странджа“ е най-големият природен парк в България. Създаден е през 1995 г.

## Местоположение
Площта му е 1161 km2 и обхваща централна Странджа с излаз към Черно море. Сред забележителностите са пещерите и изворите край река Младежка, пещера Еленина дупка край село Бяла вода, пещера Махарата край село Кости и мраморните куполни гробници в местностите „Мишкова нива“ и „Пропада“. В парка се срещат 54 вида бозайници и 261 вида птици.

## Статут
Обявен е със заповед No. РД-30 от 24 януари 1995 г., бр. 15/1995 на Държавен вестник.

## История
Странджа е най-голямата защитена природна територия в България, създадена за да опазва уникалните екосистеми и биоразнообразие, както и за съхраняване на самобитните странджански фолклор, култура и историческо наследство. Нейната територия е над 1% от територията на страната. През 1933 г. именно тук е обявен първият резерват в България – Силкосия.
Странджа е единствената българска територия, включена в петте приоритетни за опазване територии в Централна и Източна Европа. Над Странджа преминава вторият по големина прелетен път на птиците в Европа – Виа Понтика. Общият брой на видовете хабитати е 121, като по този показател паркът е на първо място сред защитените територии в Европа. Като всяко място на брега на Черно море, Странджа е застрашена от унищожаване чрез незаконно строителство, а планинската му част и запазените гори привличат секачите бракониери.
Защитените територии със самостоятелен статут, съгласно чл. 5 от Закона за защитените територии в парк Странджа са 32 на брой. Най-известните от тях са „Парория“, „Устие на река Велека“, „Докузак“, „Руденово“, „Силистар“, „Кривинизово“, „Моряне“, „Камъка“ и други. С Решение № 6794/29.06.2007 г. Върховният административен съд отменя статута на Странджа като защитена територия. След масови протести на природозащитници по този повод Народното събрание гласува закон, според който установените от правителството защитени територии не могат да бъдат оспорвани в съда. По този начин планината е спасена от застрояване.

## Климат
Климатът на Странджа планина е формиран под влияние на трите заобикалящи я морета – Черно, Мраморно и Бяло море. Силното средиземноморско влияние е причина странджанският климат да има преходно-средиземноморски характер – максимален зимен и минимален летен валеж, без силни засушавания и с по-висока средногодишна температура. Освен това той има редица характерни особености (по-голямо количество валежи, разпределението им, честите мъгли, влиянието на студените североизточни ветрове и др.), които го отличават от другите райони с преходно-средиземноморски климат. Местата с най-много слънчеви дни в годината за страната, са крайбрежните части на парка. Тъй като планината няма ефикасна защита за студените нахлувания от север и северозапад, в Странджа се появяват резки застудявания. Според климатичните показатели крайната, по-ниска част на планината и вътрешната по-висока част, са обособени в два отделни подрайона. Разпространението на смесената формация от горун и източен бук е като разделителна фитогеографска граница, с наличие на подлесна вечнозелена растителност от понтийски произход и калуна. Специфичният климат и географското положение на планината са причина единствено тук в Европа да се съхранят и оцелеят след последните заледявания множество терциерно реликтни, предимно вечнозелени растителни елементи и съобщества, характерни за южнопонтийската флора на Кавказ и Мала Азия.

## Релеф и почви
Нагънатите, заоблени хребети, покрити с горски масиви, образуват верига без изявени върхове или голи чукари. Такъв е пейзажът в района на разпространение на зелениката между селата Сливарово, Визица, Българи и Бродилово. На запад планината е по-разсечена, скалиста и сурова. При климатичните и топографски дадености в Странджа са се оформили разнообразни видове почви. Преобладават канелените горски почви, следвани от специфичните за планината жълтоземи. Край реките се наблюдават алувиално-ливадни, ливадно-блатни и торфено-блатни почви. В крайчерноморския район се срещат отделни петна от засолени почви, крайморски пясъци, дюни. Най-голям интерес представляват жълтоземноподзолистите почви, където господстват формации от източен бук и вечнозелени понтийски храсти. Те са свързани с по-голямото задържане на влага, както от атмосферните валежи, така и от вътрепочвеното стичане и от мъглите, които се задържат в дълбоките долове и поддържат висока въздушна влажност.

## Флора
Специфичният климат на Странджа е причина растителността да притежава особености, които я отличават от европейските растителни формации и я доближават до понтийско-евксинската флора на Кавказ. В Странджа са най-западните останки от тази флора, на границата на средиземноморската и средноевропейската растителност. Флората на Странджа е сложен конгломерат от различни по произход, биологични особености и степен на еволюция растителни видове с висока природозащитна стойност. Средиземноморското и най-вече кавказкото присъствие придават екзотичен характер на горите в Странджа, които са основно дъбови и източнобукови и покриват около 80% от парковата територия. Голяма част от тях са вековни, естествени, със запазен първоначален състав и разнообразие. Общият брой на растителните видове в Странджа е около 1665 вида – над 47% от видовете висши растения в България. Евксинските видове придават на странджанската флора уникалност в европейски контекст. Балкански, евро-азиатски, средноевропейски, понтийско-централноазиатски и други флорни елементи допълват полагащото се място на Странджа при нейното кръстопътно географско положение флористично разнообразие. Ендемичните видове са 56, от които 6 локални ендемити – срещат се само в Странджа или по западното Черноморско крайбрежие. Терциерните реликти са 63, от които 5 не се срещат никъде другаде в Европа. Застрашени в световен план са 3, в Европа – 10, а други 113 вида са записани в Червена книга на България. Сред най-интересните видове са: Rhododendron ponticum – странджанска зеленика; Vaccinium arctostaphylos – странджанска боровинка; Taxus baccata – тис; Sideritis syriaca – кримски чай; Erica arborea – пирен; Anthemis jordanivii – Йорданово подрумиче; Scilla bythynica – битински синчец; Quercus hartwissiana – странджански дъб; Mespilus germanica – мушмула; Calluna vulgaris – калуна; Fagus orientalis – източен бук; Saponaria stranjensis – странджанско сапунче; Cistus salvifolius – тамянка; Daphne pontica – странджанско бясно дърво; Pyracantha coccinea – червена пираканта и др. Разнообразието на растителността е удивително – установени са 119 естествени и полуестествени хабитати, което поставя парка вероятно на първо място в Европа.
- Странджанска зеленика (Rhododendron ponticum)
- Синтенисова перуника (Iris sintenisii)
- Пеперудоцветен салеп (Anacamptis papilionacea)
- Двурога пчелица (Ophrys scolopax subsp. cornuta)
- Рейнхолдова пчелица (Ophrys reinholdii)
- Търилово великденче (Veronica turrilliana)

## Фауна
- Безгръбначна фауна – Слабо проучена. Смята се, че са установени едва около 60% от видовете, срещащи се в района. Ендемичните видове са 119, а редките за страната са 164. Тъй както растенията и безгръбначните имат голям брой терциерни реликти. В световната Червена книга са записани 16 вида, а в европейската – 10. Значението на природен парк „Странджа“ е над европейско за безгръбначната фауна.
- Странджа е българската защитена територия с най-богата гръбначна фауна – 261 вида. Ихтиофауната включва 40 сладководни и проходни видове риби. С голямо консервационно значение са 15 вида, сред които лупавец, шаран, брияна, резовски карагьоз, речна пъстърва, морска бяла риба и др. Голям брой са реликти от древния басейн, обхващал Черно и Каспийско море – сарматско море. В световната Червена книга са записани 12 вида. В еднокилометровата морска ивица по протежение на брега се срещат 48 вида риби, от които 2 са в световната Червена книга.
- Херпетофауната в парка е представена от 22 вида влечуги и 10 вида земноводни. С най-голямо значение са четирите вида сухоземни и блатни костенурки, дъждовници, черноврата стрелушка, смок мишкар, змия червейница, леопардов смок, пъстър смок, жълтокоремник, късокрак гущер, сирийска чесновница и др.
- За гнездовата орнитофауна Странджа със своите 124 вида е сред най-важните защитени територии за птиците в България. Над парка преминава големият миграционен път Via pontica, което определя множеството прелетни видове, срещащи се по време на миграция. От срещащите се тук общо 257 вида, 149 са видове от европейско природозащитно значение. Природният парк е най-важната територия в страната за гнездещите тук земеродно рибарче и сив кълвач и сред най-важните места за черен щъркел, египетски лешояд, орел змияр, малък креслив орел, скален орел, малък орел, бухал, среден пъстър кълвач, полубеловрата мухоловка. По време на миграция в района се срещат 5 световно застрашени вида – малък корморан, къдроглав пеликан, белоока потапница, ливаден дърдавец, водно шаварче. Заради световното значение като място за струпване на птици по време на миграция и европейското значение за застрашени видове птици, паркът е обявен за Орнитологично важно място през 1997 г. и за Специално защитена зона от Натура 2000.[2]
- В парка се срещат 54 вида бозайници. Сред тях особено внимание заслужават прилепите, които са 21 вида, всичките са те включени в световната Червена книга и списъците на различни конвенции и споразумения. В националната Червена книга са включени златката, вълкът, пъстрият пор, видрата и два вида прилепи. Популацията на видрата в река Велека е най-добре запазената в Европа.

- Речен дъждосвирец (Charadrius dubius) на плажа Силистар
- Пепелянка (Vipera ammodytes)
- Зелен гущер (Lacerta viridis)
- Европейска блатна костенурка (Emys orbicularis)
- Водно конче от вида Gomphus vulgatissimus

## Културно историческо наследство
В района на Странджа са съхранени много паметници на духовната и материална култура от предишни епохи. Почти без прекъсване се редуват културни пластове от енеолита и бронзовата епоха, тракийската мегалитна култура, античността, средновековието, българското Възраждане, до най-новата ни история. Опорен момент в развитието на територията е епохата на одриско-сапийската династия, когато Бизия (днешният град Виза в Турция) става столица на Одриското царство. Към периода на Бизийската култура – I в. пр.н.е., се отнасят множество могилни некрополи и самостоятелни гробници, от които и куполната гробница-светилище в местността „Мишкова нива“. Уникални също са и потъналите селища в българската акватория на Черно море. В прилежащата територия на парка са локализирани обекти с морски произход в заливите на Варвара, Ахтопол, Синеморец, Силистар и северно от устието на река Резовска, които са пряко доказателство за развита тракийска цивилизация с активно мореплаване, корабостроене, икономически и търговски връзки, далеч преди гръцката колонизация. Днес в границите на парка са описани над 450 паметника, от които 20 долмена, 24 могилни некропола, 11 самостоятелни надгробни могили, 2 уникални куполни гробници, 13 антични средновековни селища, 17 крепости, древни пътища, 83 параклиса, столнини и одърчета и едно историческо място от национално значение – местността Петрова нива. Една значителна част от тези паметници са свързани с развитото през античността до наши дни рударство, за което свидетелстват множеството рупи. На територията на парка има и 280 архитектурни и художествени паметници на културата, от които 18 църкви, 258 възрожденски къщи и 4 исторически паметника, свидетелстващи за Илинденско-преображенското въстание.

## Туристически обекти
- с. Бръшлян – архитектурен и исторически резерват. В това село са запазени странджански къщи от 18 – 19 век, обявени за архитектурни паметници. Тук се намира старинната църква „Св. Димитър“, построена в края на 17 век с килийно училище – архитектурен паметник. Интерес представлява и етнографската сбирка, както и информационно-посетителският пункт на Дирекцията на парка.
- Град Малко Търново – общински център. Архитектурно-музеен комплекс, чешма в центъра на града „Големият врис“, православен храм „Успение Богородично“ – архитектурен и исторически паметник, източнокатолически катедрален храм „Св. Троица“, природо-научен музей, в който множество снимки и игри запознават посетителите със странджанската природа. Тракийска гробница в местността „Пропада“ – на 4 km северозападно от града – археологически паметник на културата, тракийска куполна гробница в местността „Мишкова нива“ – археологически паметник от национално значение. Интерес за туристите представляват барите – запазено традиционно пране в естествени условия.
- Град Ахтопол – останки от антична крепост в града, църква „Св. Възнесение Христово“ – архитектурно-художествен паметник, крепостна стена – архитектурен паметник, музейна сбирка, сграда на старото гръцко училище – архитектурен паметник.
- Местност „Индипасха“ – древно тракийско оброчище. Намира се на 18 km от Малко Търново в посока село Сливарово.
- Историческа местност „Петрова нива“ – мемориал на загиналите в Преображенското въстание през 1903 г., музейна сбирка. Намира се на 14 km от село Звездец.
- Извори на река Младежка – карстови извори, откъдето извира планинска река. Намират се в близост до село Младежко. В района има пещери и останки от ранновизантийска крепост.
- Село Граматиково – горска сбирка с представяне на природата на Странджа.
- Село Българи – единственото място, където е запазен в автентичен вид нестинарският ритуал, изпълняван всяка година на деня на св. св. Константин и Елена (стар стил) – 3 юни.

## Юридически спорове
С Решение № 6794/29.06.2007 г. Върховният административен съд отменя статута на Странджа като защитена територия. След масови протести на природозащитници по този повод Народното събрание гласува закон, според който установените от правителството защитени територии не могат да бъдат оспорвани в съда.

## Защитени територии

### Резервати
- Силкосия – 396,5 хектара – разположен в близост до с. Кости. Това е първият резерват в България, обявен през 1931[4] г.
- Узунбоджак – 2581,5 хектара – разположен в близост до село Сливарово
- Витаново – 754,5 хектара
- Средока – 607,8 хектара – разположен в землището на Малко Търново и село Стоилово
- Тисовица – 749,3 хектара – разположен в землището на село Българи

### Защитени местности
- Батака – естествено находище на странджански дъб
- Босна
- Велека
- Градев средок
- Докузак
- Естествено находище на пирен (Erica arborea)
- Кривинизово
- Кълката
- Марина река
- Мечите долове
- Моряне
- Парория
- Петрова нива
- Руденово
- Силистар
- Странджанска зеленика
- Странджански дъбрави
- Устие на река Велека

### Природни забележителности
- Градището – ест. находище на синя хвойна
- Каменска бърчина – скално образувание
- Махарата, местност Сарпия
- Находище на каспийска и обикновена блатна костенурка в местността Наково кладенче
- Находище на странджански дъб лъжник в м. Конаджика
- Пещера и изворите на р. Младежка, м. Калето
- Пещера Еленина дупка